# Tàngara de capell negre
La tàngara de capell negre (Stilpnia heinei) és un ocell de la família dels tràupids (Thraupidae).

## Hàbitat i distribució
Habita la selva pluvial, vegetació secundària i bosc obert de les muntanyes de Colòmbia, oest i nord de Veneçuela i est de l'Equador.